# Ерекція під час смерті
Ерекція під час смерті (інколи смертельна ерекція, «ангельська жага», rigor erectus, термінальна ерекція) — це посмертна ерекція, технічно пріапізм, який спостерігається на трупах людей, які були страчені, зокрема через повішення.

## Огляд
Це явище пояснюється тиском петлі на мозочок. Відомо, що травми спинного мозку пов'язані з пріапізмом. Травми мозочка або спинного мозку часто пов'язані з пріапізмом у живих пацієнтів.
Було виявлено, що смерть через повішення (чи то страта, чи самогубство) вражає геніталії як чоловіків, так і жінок. У жінок статеві губи та клітор можуть набухати, а також може бути виділення крові з вагіни, тоді як у чоловіків «більш-менш повна ерекція статевого члена» з виділенням сечі, слизу або простатичної рідини, — це часте явище… присутнє в кожному третьому випадку". Інші причини смерті також можуть призвести до таких проявів, включно зі смертельними пострілами в голову, пошкодженнями великих кровоносних судин і насильницькою смертю внаслідок отруєння. Посмертний пріапізм є показником того, що смерть, ймовірно, була швидкою та насильницькою.

## У масовій культурі
- У Сексуальності Христа в мистецтві Відродження та в сучасному забутті[6] історик мистецтва та критик Лео Штайнберг стверджує, що ряд художників епохи Відродження зображували Ісуса Христа після розп'яття з ерекцією, мотив, який він назвав ostentatio genitalium. Римо-католицька церква протягом кількох століть забороняла твори мистецтва.
- Розділ «Циклоп» поеми Джеймса Джойса «Улісс» багаторазово використовує зведення терміналу як мотив.
- У «Занепаді та падінні Римської імперії» Едвард Гіббон розповідає анекдот, приписуваний Абульфеді, про те, що Алі після смерті Мухаммеда вигукнув: O propheta, certe penis tuus cælum versus erectus est (О пророче, твій пеніс зведений до неба).[7] Однак таке розуміння анекдоту ґрунтується на неправильному перекладі арабського джерела Джоном Ганьє, який переклав «Життя Мухаммеда» Абульфеди на латину. Англійський переклад арабського джерела має звучати так: «В одній розповіді Алі, нехай Бог буде ним задоволений, був покликаний підняти свій погляд до неба, коли він мив його [Пророка]».[8]
- Це явище є постійною темою у творах Вільяма С. Берроуза, з'являється в багатьох його книгах, зокрема «Голий обід» і «Міста червоної ночі».[9]
- Фільм «Клерки» розповідає про це явище в похмурій сатиричній манері. Сцена, про яку йде мова, полягає в тому, що клієнт-чоловік помирає від серцевого нападу у туалеті магазину після того, як нещодавно прочитав порножурнал. Дівчина головного героя вірить, що її хлопець — це людина у туалеті, і що він чекав, щоб її здивувати.
- Серіал Apple TV+ «Погані сестри» починається з того, що один із персонажів відчуває це, лежачи у своїй труні незадовго до пробудження, а його дружина відчайдушно намагається приховати це до прибуття гостей.
- У серіалі HBO «На лікуванні» пацієнт Алекс розповідає про переживання, близьке до смерті, коли він відчував страх від ерекції, оскільки це означало б, що він насправді помер.